# Aegon
AEGON N.V. este o companie de asigurări din Țările de Jos, cu o cifră de afaceri de 36,6 miliarde € și un profit de 2,7 miliarde € în 2006.
Este a doua mare companie de asigurări din Olanda.
Aegon este prezentă în șase țări din Europa Centrală și de Est – Ungaria, Polonia, Cehia, Slovacia, Turcia și România.
Aegon, deține și asiguratorul american Transamerica.

## Aegon în România
Pe piața românească, Aegon activează prin două divizii: Aegon Asigurări de Viață - asigurări și Aegon Societate de Administrare a unui Fond de Pensii Administrat Privat (fostul BT Aegon) - pe piața pensiilor private obligatorii (pilonul II).
Aegon Asigurări de Viață funcționează din decembrie 2008, fiind înființat de către Aegon și Banca Transilvania, fiecare dintre cei doi asociați deținând câte 50% din acțiuni.
BT Aegon Fond de Pensii a fost înființat în anul 2007 de asemenea de către Aegon și Banca Transilvania, cu câte 50% din acțiuni fiecare.
În iunie 2009 grupul Aegon a achiziționat participația de 50% deținută de Banca Transilvania în compania BT Aegon, pentru suma de 11 milioane euro.